# 十条台古墳群

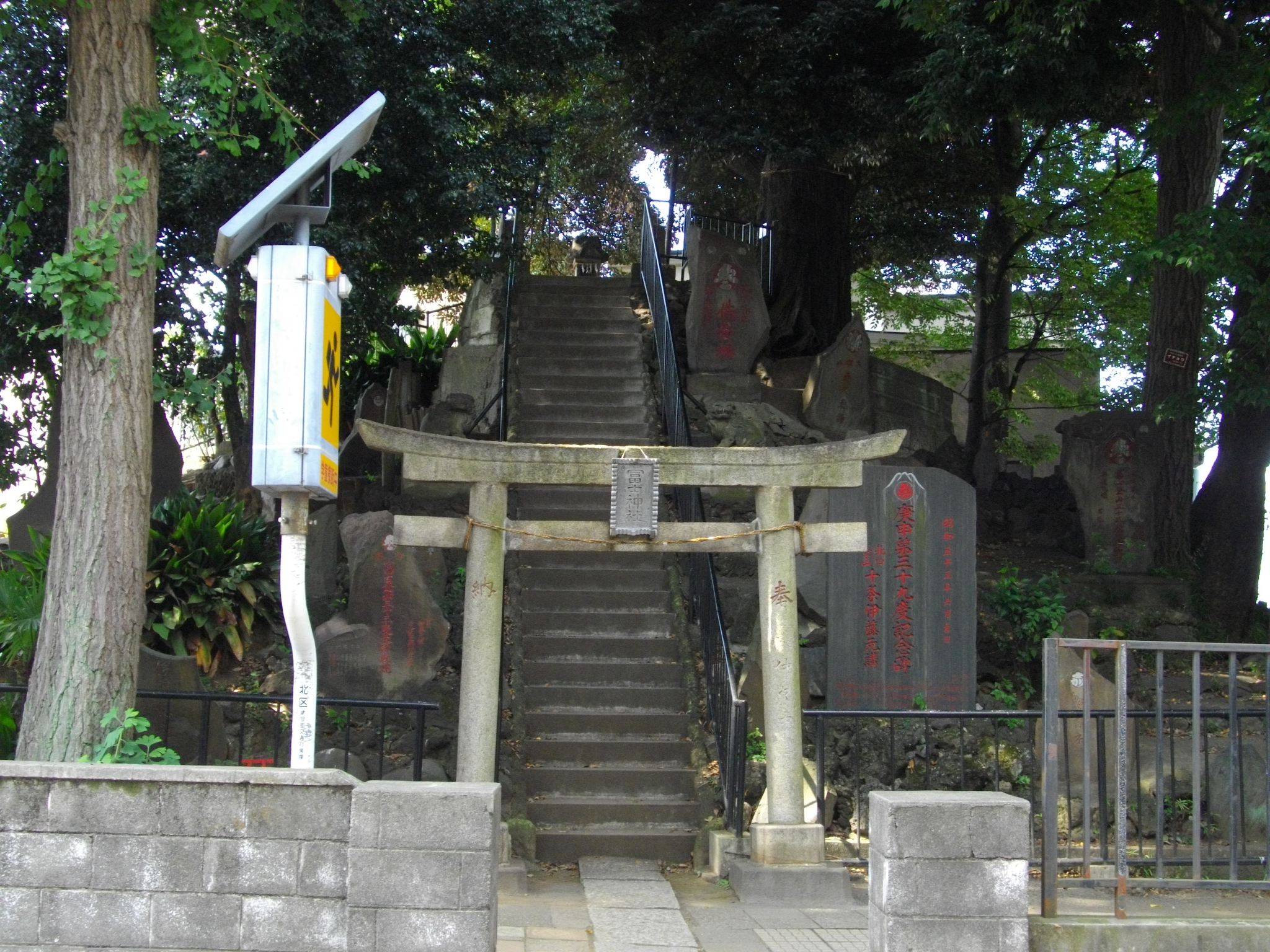
富士塚古墳

十条台古墳群（じゅうじょうだいこふんぐん）は、東京都北区十条にある古墳群である。中十条2丁目にある3基の円墳跡と富士塚古墳からなる。

## 概要
武蔵野台地北東縁に立地する小規模な円墳群で、利根川下流域における初現的な群集墳である。周辺の宅地開発によりほとんどの古墳は削平された。
1997・97・2000年に北区教育委員会によって発掘調査され、5基の周溝が検出された。
- 十条台1号墳
  - 径23メートルの円墳。周溝から大量の埴輪(円筒・朝顔)、土器(土師器坏・椀、須恵器坏)が出土した。
- 富士塚古墳
  - 円墳跡に溶岩を配して富士山を模すように整えられ、全体が十条冨士神社となっている[2]。1991年（平成3年）11月に、「十条冨士塚」として東京都北区指定有形民俗文化財に指定された[3]。